# Feixans del Pas del Llop

Els Feixans del Pas del Llop, respecte del terme d'Abella de la Conca

Els Feixans del Pas del Llop és un feixà allargassat del límit dels termes municipals d'Abella de la Conca i de Conca de Dalt (antic terme d'Hortoneda de la Conca), a la comarca del Pallars Jussà.
Estan situats al nord-oest d'Abella de la Conca, a l'extrem nord-occidental del terme municipal d'aquesta vila. Són a llevant de la Collada de Gassó i a ponent del cim del Gallinova, i pel seu costat septentrional discorre el corriol que uneix aquests dos accidents geogràfics. Fan de límit septentrional de la partida de la Bernada tot i que majoritàriament pertanyen a la d'Ordins.